# Kyle Hatherell

a Compétitions nationales et continentales officielles uniquement.

Dernière mise à jour le 29 décembre 2024.
Kyle Hatherell, né le 3 avril 1995 à Randburg (Afrique du Sud), est un joueur sud-africain de rugby à XV jouant aux postes de troisième ligne aile, troisième ligne centre ou deuxième ligne avec les Leicester Tigers.

## Biographie
Kyle Hatherell naît à Randburg en Afrique du Sud. Il commence la pratique du rugby à XV à douze ans au poste d'ouvreur puis rejoint le centre de formation des Sharks de Durban. Vers l'âge de dix-sept ans, il change de poste et passe en troisième ligne. Sur les conseils d'un joueur de son club, il va ensuite en Écosse au Marr RFC et travaille en même temps dans une usine de produits chimiques. Après deux ans, il est recruté par les Jersey Reds, club de deuxième division anglaise.
À partir de la saison 2018-2019, il joue aux Jersey Reds. Il fait ses débuts en septembre 2018 contre le Coventry RFC.
En fin de saison 2020-2021, il rejoint avec effet immédiat les Worcester Warriors. Il joue son premier match avec cette nouvelle équipe lors d'une défaite contre les Exeter Chiefs, puis marque son premier essai la saison suivante contre Gloucester Rugby.
En 2022, il prend part à la finale de Coupe d'Angleterre remportée 25 à 23, après prolongation, face aux London Irish. Puis, à la suite du redressement judiciaire du club, son contrat avec les Worcester Warriors se termine. Il rejoint alors le Stade rochelais pour le reste de la saison 2022-2023. Cette saison, La Rochelle perd la finale du Top 14 contre le Stade toulousain.
À partir de la saison 2023-2024, il rejoint les Leicester Tigers.

## Palmarès
- Worcester Warriors
  - Vainqueur de la Coupe d'Angleterre en 2022.

- Stade rochelais
  - Finaliste du Championnat de France en 2023.
- Leicester Tigers
  - Finaliste du Championnat d'Angleterre en 2025.